# 斯蒂卡爾峰

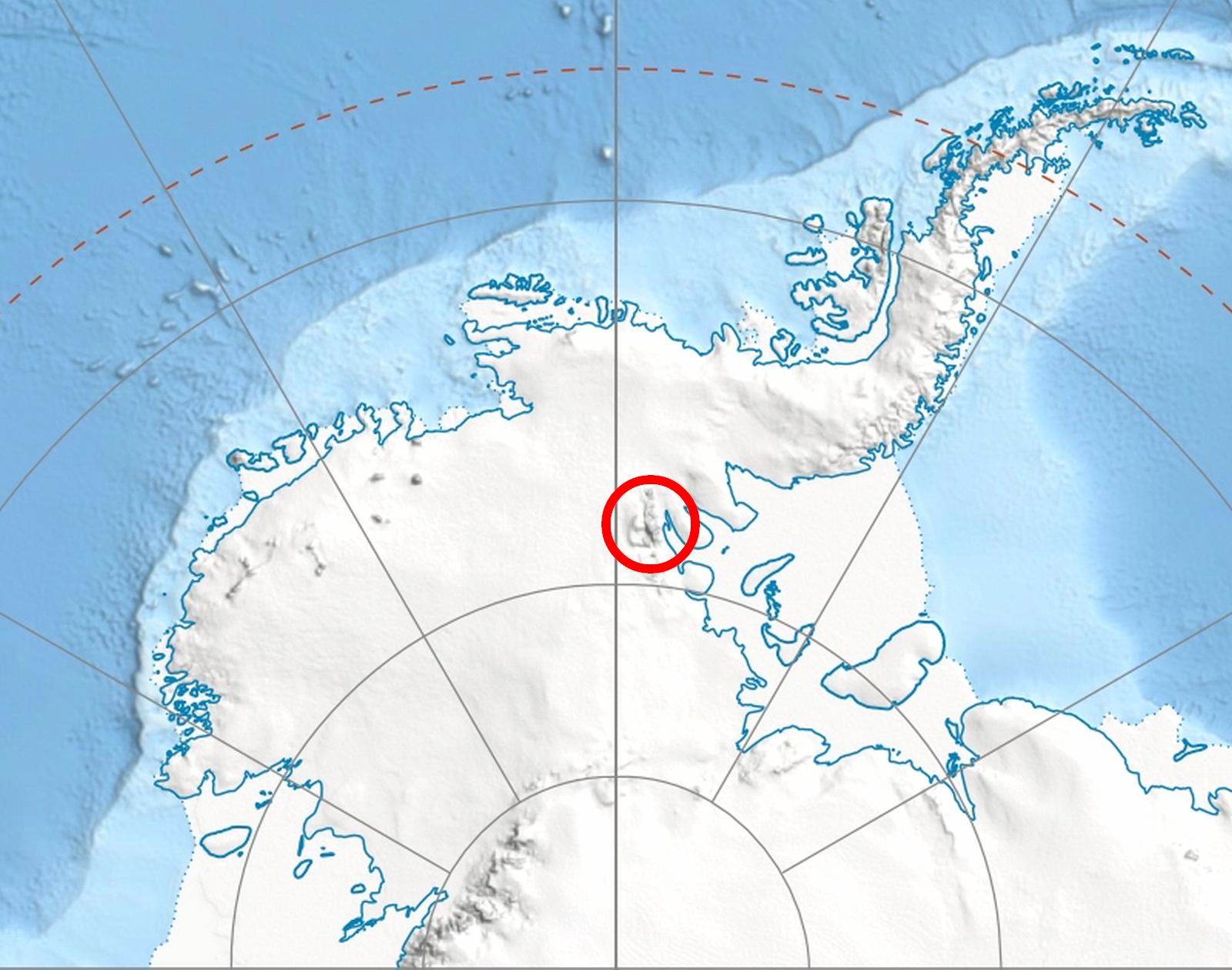

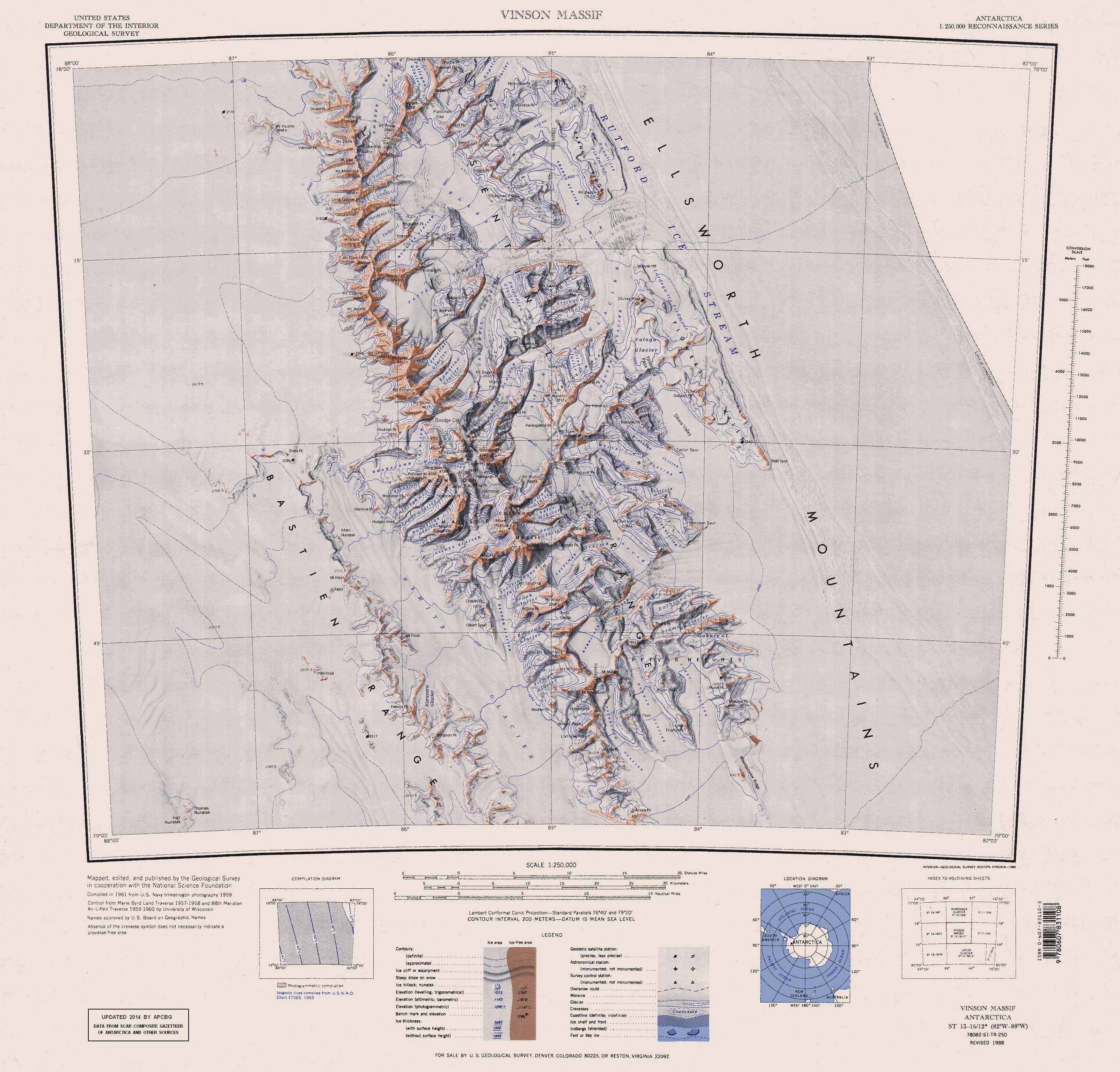

斯蒂卡爾峰（英語：Stikal Peak），是南極洲的山峰，位於埃爾斯沃思地，處於利什尼斯峰東南面2.3公里、馬爾茲峰西南面5.4公里、阿爾塞拉峰西北面8.7公里和伯格森峰東南面21.83公里，屬於埃爾斯沃思山脈中森蒂納爾嶺的一部分，海拔高度1,940米，現時由南極條約體系管理。